# Phare de Kéréon
Phare de Kéréon ist der Name eines Leuchtturms, der auf dem Felsen „Men-Tensel“ (bretonisch: grantiger Fels) zwischen den Inseln Molène und Ouessant errichtet wurde. Er markiert die „Passage du Fromveur“, die in die Iroise führt. Seine Tragweite beträgt 17 Seemeilen für seinen Sektor mit weißem und 7 Seemeilen für seinen Sektor mit rotem Feuer.

## Bau und Betrieb

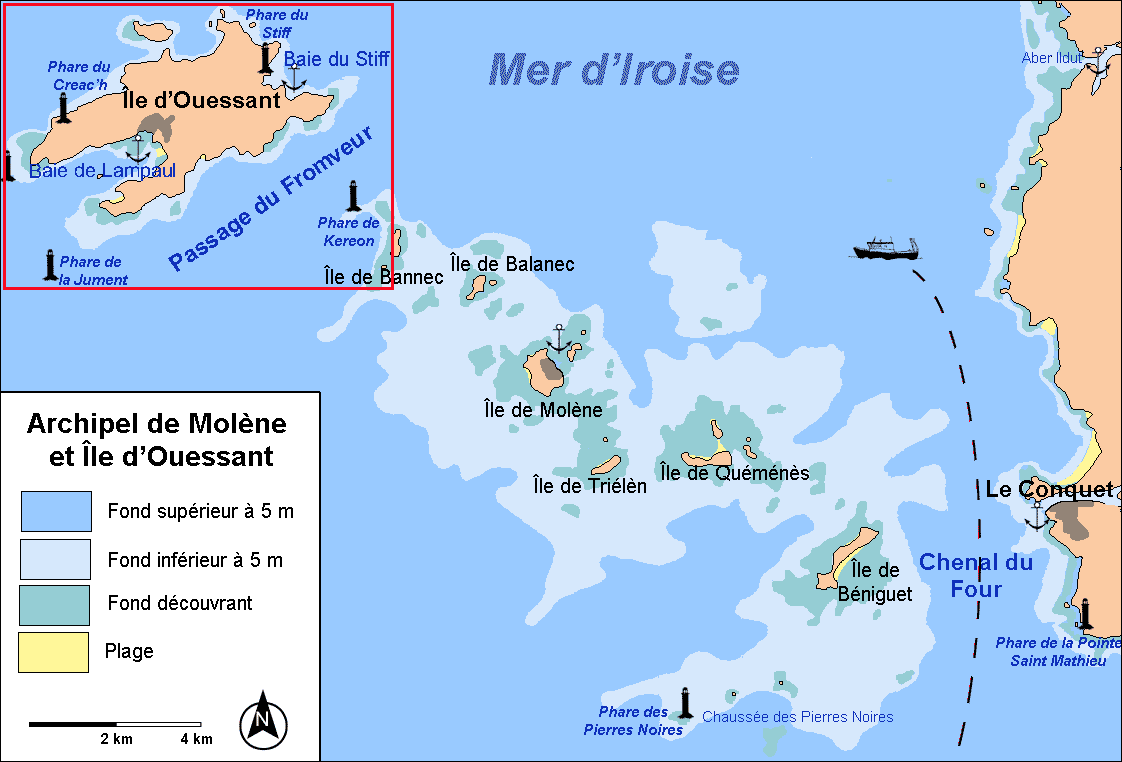
Passage du Fromveur

Mit dem Bau des Turms, für den 585.000 Franc veranschlagt wurden (die letztendlichen Gesamtkosten beliefen sich auf 941.000 Franc), wurde 1907 begonnen. Nach seiner Fertigstellung 1916 wurde das erste Leuchtfeuer in Betrieb genommen. Die ursprünglich installierte Mineralöl-Befeuerung wurde 1972 durch eine elektrische Befeuerung ersetzt.
Kéréon war der letzte „Höllenturm“ (d. h. freistehend im Meer gebaute Leuchtturm) an der bretonischen Küste, der von einem Leuchtturmwärter permanent besetzt war. Seit 2004 ist er automatisiert und nicht mehr bewohnt. Gesteuert wird er vom Leuchtturm Créac’h auf Ouessant.

## Photos von Guichard
Bekannter wurde er über die Region hinaus durch eine als Poster veröffentlichte Bilderfolge des französischen Photographen Jean Guichard. Die drei bekannten, nebeneinander arrangierten Photos („Triptychon“) zeigen in einer kleinen Serie, wie Gischt den Leuchtturm einhüllt und bis über seine obere Spitze spritzt. Die Bilder entstanden laut Angaben auf Guichards Internetseiten am 21. Dezember 1989. (Bilder: siehe Weblinks) Am gleichen Tag schoss Guichard am nahen Leuchtturm La Jument sein berühmtestes Bild, auf dem der Leuchtturmwärter vor seinem Turm fast von einer gigantischen Welle eingeschlossen wird.

## Belege
1. ↑  Zweites und drittes Bild der Bilderfolge auf den Internetseiten Guichards (abgerufen am 18. Januar 2014)
2. ↑  Didier Deniel (27. Juli 2010): Jean Guichard. Le récit de sa photo choc du phare de la Jument. Télégramme